# Rengo
Rengo este un oraș și comună din provincia Cachapoal, regiunea O'Higgins, Chile, cu o populație de 55.757 locuitori (2012) și o suprafață de 591,5 km2.